# Provincia Toliara
Provincia Toliara (Toliary sau Tuléar) este o fostă provincie din Madagascar cu o suprafață de 161.405 kilometri pătrați (62.319 mi2). Avea o populație de 2.229.550 de locuitori (iulie 2001). Reședința sa era Toliara. În apropiere de Toliara se afla „pădurile spinoase”.
Provincia Toliara se învecinează cu următoarele provincii – provincia Mahajanga în nord, provincia Antananarivo în nord-est și provincia Fianarantsoa în est. Masikoro Malagasy și Tandroy Malagasy au fost limbile principale.  Castravete de mare au fost exportate din provincie și au fost un factor important în economia sa. Pădurea de foioase Andronovory a fost situată în provincie.
Provincia a fost cea mai săracă din Madagascar. În 1993, 8 din 10 persoane din provincie trăiau sub pragul sărăciei. În ciuda producției de culturi de export, provincia a înregistrat cea mai mare sărăcie rurală. Rata medie a fertilității pe femeie a fost de peste 5.  Cu 77% din populație fiind analfabetă, Tolaira a fost cea mai analfabetă provincie din Madagascar. Doar 22 la sută din populația provinciei a primit educație primară.
Arborele de lemn de esență moale valoros din punct de vedere comercial Givotia madagascariensis, găsit în provinciile Antananarivo și Toliara, era endemic Madagascarului. Uzina producătoare de petrol moringa drouhardii era endemică în provincia Toliara. Despădurirea a fost o problemă majoră pentru provincie. În aprilie 1971, o rebeliune țărănească a fost organizată de liderul MONIMA Monja Joana. Țăranii au refuzat să plătească impozite, iar guvernul a ripostat prin dizolvarea MONIMA și deportarea Ioanei. 
Provincia Toliara a oferit facilități slabe de transport și securitate. Apa potabilă era accesibilă doar pentru 24,9% din gospodăriile provinciei.  A fost bogată în minerale. Provincia Toliara a fost la știri în iulie 2005 pentru activitatea sa minieră.

## Abolirea
Provinciile au fost desființate în urma rezultatelor referendumului constituțional malgaș din 2007 care a condus la formarea Regiunilor Madagascarului|22 de zone mai mici ("faritra" sau regiuni) pentru a facilita dezvoltarea regională.

## Diviziuni administrative
Provincia Toliara a fost împărțită în patru regiuni din Madagascar - Androy, Anosy, Atsimo Andrefana și Menabe. Aceste patru regiuni au devenit diviziuni administrative de prim nivel atunci când provinciile au fost desființate în 2009. Acestea sunt subdivizate în 21 de districte:
- Regiunea Androy:
  - 2. Ambovombe-Androy
  - 5. Bekily
  - 6. Beloha
  - 21. Tsiombe
- Regiunea Anosy:
  - 1. Amboasary Sud
  - 11. Betroka
  - 18. Taolanaro
- Regiunea Atsimo-Andrefana:
  - 3. Ampanihy Ouest
  - 4. Ankazoabo
  - 8. Benenitra
  - 9. Beroroha
  - 10. Betioky-Atsimo
  - 15. Morombe
  - 17. Sakaraha
  - 19. Toliara II
  - 20. Toliara
- Regiunea Menabe:
  - 7. Belon'i Tsiribihina
  - 12. Mahabo
  - 13. Manja
  - 14. Miandrivazo
  - 16. Morondava